# Bactrocera buloloensis
Bactrocera buloloensis
 es una especie de díptero que Drew describió por primera vez en 1989. Bactrocera buloloensis pertenece al género Bactrocera de la familia Tephritidae.